# Рено, Эрик
Эри́к Рено́ (фр. Éric Renaud; 30 мая 1961, Кретей) — французский гребец-каноист, выступал за сборную Франции в середине 1980-х годов. Бронзовый призёр летних Олимпийских игр в Лос-Анджелесе, победитель регат национального и международного значения.

## Биография
Эрик Рено родился 30 мая 1961 года в городе Кретей, департамент Валь-де-Марн. Активно заниматься греблей начал в раннем детстве, проходил подготовку под руководством собственного отца Марселя Рено, в прошлом известного гребца, тренировался с младшим братом Филиппом, который впоследствии тоже стал успешным гребцом.
Первого серьёзного успеха на взрослом международном уровне добился в 1984 году, когда попал в основной состав французской национальной сборной и благодаря череде удачных выступлений удостоился права защищать честь страны на летних Олимпийских играх 1984 года в Лос-Анджелесе. Вместе с напарником Дидье Уайе завоевал здесь бронзовую медаль в зачёте двухместных каноэ на дистанции 1000 метров, пропустив вперёд экипажи из Румынии и Югославии. Кроме того, они участвовали в гонке на 500 метров, тоже пробились в финальную стадию турнира, но в решающем заезде финишировали четвёртыми, остановившись в шаге от призовых позиций.
Несмотря на успех, в будущем Рено уже не показывал сколько-нибудь значимых результатов и вскоре принял решение завершить карьеру профессионального спортсмена.